# エネクスライフサービス
株式会社エネクスライフサービスは、エネルギー商社である伊藤忠エネクスが100％の株式を保有する伊藤忠エネクスグループ中核の、個人向けに特化した電力事業とモビリティ事業を展開する会社である。

## 沿革
- 2016年7月　伊藤忠エネクスの100％出資子会社として設立
- 2021年2月　エネクスオート株式会社と経営統合

## 事業

### 電力事業「TERASEL(テラセル)でんき」
伊藤忠エネクスグループで189MWの発電を所有し、安定的に電力調達。電力自由化によって、電力会社や料金プランを選べるようになった背景もあり、供給エリアは98エリア、パートナー企業様は20社に及ぶ。
- 2017年　阪神電気鉄道株式会社（本社：大阪市福島区）のグループ会社でケーブルテレビ事業を手掛ける株式会社ベイ・コミュニケーションズと「ケーブルテレビと電気のコラボレーション事業」を開始[1]
- 2018年　ケーブルテレビ事業を手掛ける宮崎ケーブルテレビ株式会社と「ケーブルテレビと電気のコラボレーション事業」を開始[2]
- 2019年　川崎フロンターレとスポンサー契約[3]
- 2020年　TERASELでんき販売開始
- 2021年　超TERASELでんきプラン販売開始
- 2021年　一般社団法人釜石シーウェイブスRFCとスポンサー契約

#### 主な料金プラン
- 電気の使用量が多い方向けのプラン（ファミリー向け）「超TERASELでんきプラン」
- 電気の使用量が少ない方向けのプラン（単身～2人向け）「TERASELでんきプラン」

#### オウンドメディア(でんきの情報館)
TERASEL(テラセル)でんきが提供する、電気の総合情報メディアサイト

#### その他、関連事業
- ソーラー事業「TERASEL SOLAR(テラセルソーラー)」
- EVカーシェア事業「TERASEL CAR SHARE(テラセル カーシェア)」

### モビリティ事業「カースタ」
伊藤忠エネクスグループが提供するカースタブランドのうち、「カースタレンタカー」「カースタくるまリース」という2つのサービスを展開。さらに、「イツモカーネット」「カブス」というサービスを含めた4つのサービスを主に運営している。

#### カースタレンタカー
「送客機能」「支援機能」「分析機能」「ネットワーク機能」４つの機能の充実によるレンタカー収益アップに加え、独自のビジネスモデルで非常に高い収益率を生み出すことが可能。約430店舗を展開。

#### カースタくるまリース
消費者に対して、成約につながるリース販売の仕組みをパッケージにした個人向けリース事業のサービススキーム。

#### カースタモビリティシステム
新車・中古車の販売をインターネットを活用して行うシステム。車両在庫やショールーム、展示場を持たない営業スタイルで、それらにかかる維持運営費やリスクを抑えることが可能。

#### カブス
一般的なCSで利用できる「見積」、「契約書」の作成は基より、店頭業務サポートに利用する事で、顧客情報の一元化が可能。
- 2017年　日産大阪販売株式会社と「車と電気のコラボレーション事業」を開始[4]
- 2018年　東北楽天ゴールデンイーグルスとオフィシャルスポンサー契約[5]
- 2020年　カースタレンタカーがオリコン顧客満足度に掲載[6]
- 2021年　九州電力キューデンヴォルテクスとスポンサー契約[7]
- 2021年　株式会社 Will Smartとの共同開発により電気自動車を利用したコミュニティ型EVカーシェアサービスを開始[8]

## 関係会社
- 伊藤忠エネクス
- エネクスフリート株式会社
- エネクス石油販売西日本株式会社
- 株式会社九州エナジー
- エネクス電力株式会社
- 東京都市サービス株式会社
- 王子・伊藤忠エネクス電力販売株式会社

## 拠点

### 電力事業

#### 東京事務所
〒100-6027

東京都千代田区霞が関三丁目2番5号　霞が関ビルディング27階

#### 大阪事務所
〒532-0004

大阪市淀川区西宮原2-1-3　SORA新大阪21ビル16F

### モビリティ事業

#### 東日本エリア
〒100-6027

東京都千代田区霞が関三丁目2番5号　霞が関ビルディング27階

#### 中部エリア
〒460-0003

愛知県名古屋市中区錦1-5-11　名古屋伊藤忠ビル6階

#### 関西エリア
〒532-0004

大阪府大阪市淀川区西宮原2-1-3 SORA新大阪21ビル16階

#### 中四国エリア
〒730-0015

広島県広島市中区橋本町10-10　広島インテス7階

#### 九州エリア
〒812-8528

福岡県福岡市博多区綱場町4-1　福岡RDビル3階

## 社名の由来・ロゴに込められた意味
伊藤忠エネクスとしてロゴは統一されている。
2005年10月に新しく制定したコーポレートマークは、青い地球と真っ赤な太陽をつなぐようにアルファベットの「e」が重なり合う。自然への畏敬と限りある資源を大切に思う心をテーマにしている。「e」のロゴは、energy & ecoを示すと共に、お客様（end-consumer）を大切にする想いも含んでおり、“人と人”“人と社会”をつなぐコミュニケーションのカタチとして表現している。